# Dipartimento di Tahoua
Il dipartimento di Tahoua è un dipartimento del Niger facente parte della regione omonima. Il capoluogo è Tahoua.

## Geografia antropica
Il dipartimento di Tahoua è suddiviso in 8 comuni:

### Comuni urbani
- Tahoua I
- Tahoua II

### Comuni rurali
- Affala
- Bambeye
- Barmou
- Kalfou
- Takanamat
- Tebaram